# Jestřabí (Velká Bíteš)

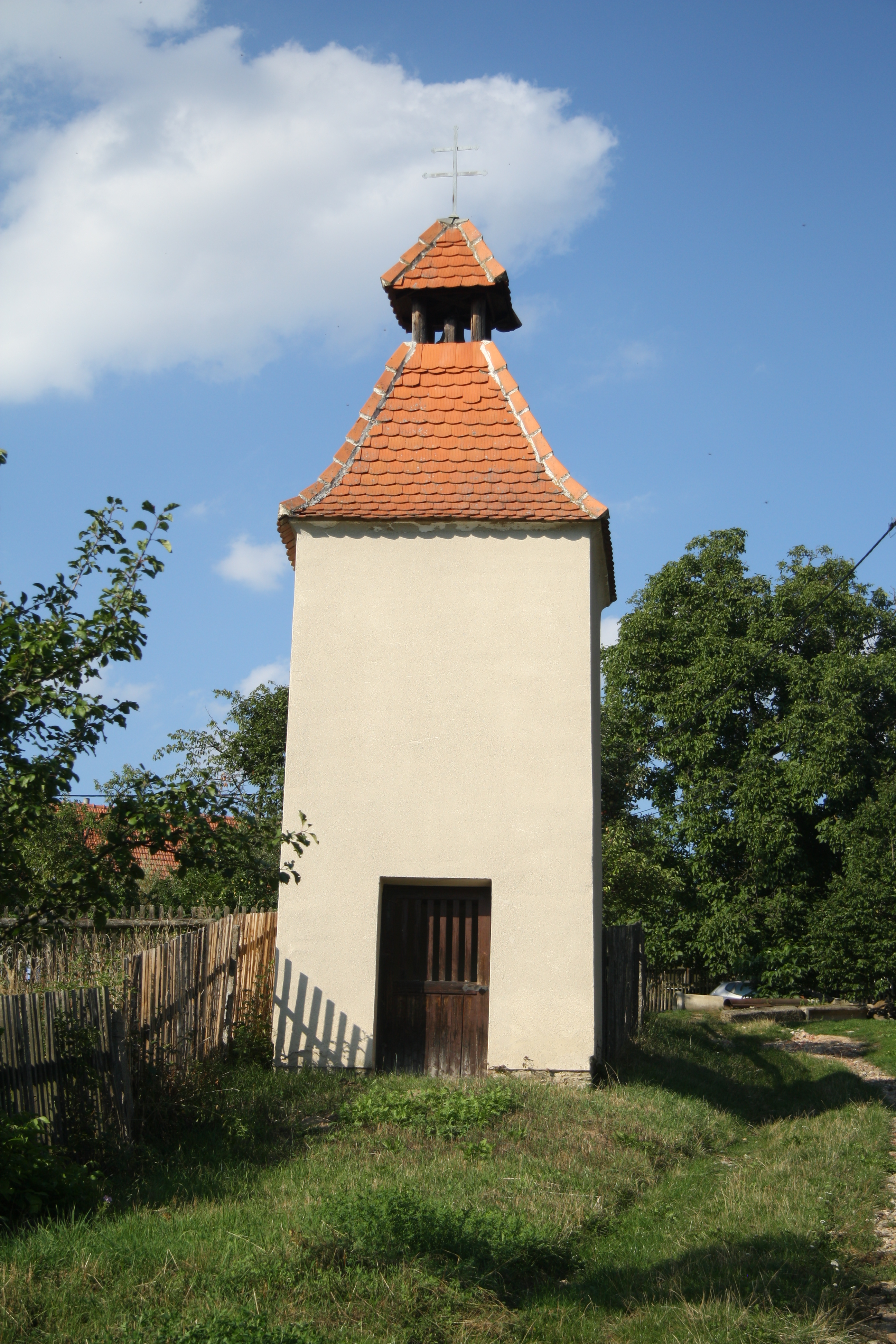
Glockenturm

Jestřabí (deutsch Jestrzaby, 1939–45 Jestrabitz) ist ein Ortsteil der Stadt Velká Bíteš in Tschechien. Er liegt drei Kilometer südwestlich von Velká Bíteš und gehört zum Okres Žďár nad Sázavou.

## Geographie
Jestřabí befindet sich an einem Südhang im Tal des Baches Jestřábský potok in der Křižanovská vrchovina (Krischanauer Bergland) im Süden der Böhmisch-Mährischen Höhe. Das Dorf wird von Wäldern umgeben. Nördlich verläuft die Autobahn D 1. Im Westen erhebt sich der Na Dlouhých (493 m n.m.), nordwestlich der Chocholáč (516 m n.m.).
Nachbarorte sind Bezděkov und Nové Sady im Norden, Lánice, Velká Bíteš und Janovice im Nordosten, Demáčky und Košíkov im Osten, Ludvíkov und Jindřichov im Südosten, Jinošov und Pucov im Süden, Jasenice im Südwesten, Čikov im Westen sowie Březka und Jáchymov im Nordwesten.

## Geschichte
Jestřabí entstand wahrscheinlich zu Beginn des 14. Jahrhunderts um zwei Freihöfe. Erstmals urkundlich erwähnt wurde der Ort im Jahre 1358, als Sazema von Jestřebí seiner Frau Margarethe auf seine Höfe in Jestřebí und Otěchleby eine Morgengabe verschrieb. 1373 verkaufte Jindřich von Jestřebí vier Huben in Otěchleby an Sazema von Zakřany. 1377 gehörten beide Freihöfe zur Herrschaft Velké Meziříčí. Jetřich von Jestřebí veräußerte 1390 einen Freihof in Jestřebí an Rodheř von Damaninka sowie zwei Huben in dem wüsten Dorf Řičanka an Andreas von Pischello. Nach 1436 sind keine Käufe über die Höfe in Jestřebí mehr in der Landtafel eingetragen; es ist anzunehmen, dass Jestřebí danach zum Gut Jasenice gehörte. Wann und wie das Dorf zur Grafschaft Namiest gelangte, ist nicht bekannt.
Im Jahre 1837 bestand das im Znaimer Kreis gelegene Dorf Jestřaby bzw. Gestřaby aus elf Häusern, in denen 88 Personen – darunter 28 Protestanten H.B. – lebten. Im Ort gab es einen herrschaftlichen Meierhof. Pfarr- und Schulort war Jeneschau. Bis zur Mitte des 19. Jahrhunderts blieb Jestřaby der Fideikommissgrafschaft Namiest untertänig.
Nach der Aufhebung der Patrimonialherrschaften bildete Jestřebí / Jestřaby ab 1849 einen Ortsteil der Gemeinde Jesenice im Gerichtsbezirk Namiest. Ab 1869 gehörte Jestřebí zum Bezirk Trebitsch. Zu dieser Zeit hatte das Dorf 102 Einwohner und bestand aus 12 Häusern. 1892 lösten sich Březka, Jestřábí und Jindřichov von Jesenice los und bildeten die Gemeinde Březka. 1896 wurde Jestřábí in den Bezirk Groß Meseritsch und Gerichtsbezirk Groß Bittesch umgegliedert. Um die Jahrhundertwende erfolgte die Änderung des Ortsnamens in Jestřabí.
Im Jahre 1900 lebten in Jestřabí 81 Personen; 1910 waren es ebenso viele. Im Jahre 1920 entstand die Gemeinde Jindřichov, zu der Jestřabí als Ortsteil gehörte. Beim Zensus von 1921 lebten in den 14 Häusern des Dorfes 83 Tschechen. Im Jahre 1930 bestand Jestřabí aus 12 Häusern und hatte 77 Einwohner. Zwischen 1939 und 1945 gehörte Jestřabí / Jestrabitz zum Protektorat Böhmen und Mähren. 1948 wurde das Dorf dem Okres Velká Bíteš zugeordnet. Im Jahre 1950 hatte Jestřabí 59 Einwohner. Im Zuge der Gebietsreform und der Aufhebung des Okres Velká Bíteš wurde Jestřabí am 1. Juli 1960 dem Okres Žďár nad Sázavou zugewiesen. Am 1. Juli 1980 erfolgte die Eingemeindung nach Velká Bíteš. Beim Zensus von 2001 lebten in den 16 Häusern von Jestřabí 44 Personen. Zu Beginn des Jahres 2013 hatte das Dorf wiederum 44 Einwohner.

## Gemeindegliederung
Der Ortsteil bildet den Katastralbezirk Jestřabí u Velké Bíteše.

## Sehenswürdigkeiten
- Glockenturm
- Jezevčí jeskyně (Dachshöhle) im Jasinkatal zwischen Jestřabí und Jasenice. Es handelt sich um den größtenteils verschütteten Zugang zu einem Eisenbergwerk, das in der zweiten Hälfte des 19. Jahrhunderts aufgegeben wurde. Die Verarbeitung der Erze erfolgte vermutlich in der Eichhornhütte bzw. den Hütten bei Nové Město. Unweit der Jezevčí jeskyně wurde eine Zeitlang eine Silbergrube betrieben.